# La Collection de S.A.S. le Prince de Monaco
Die Collection de S.A.S. le Prince de Monaco, auch Collection des Voitures de S.A.S. le Prince de Monaco oder Monaco Top Cars Collection ist ein Automobilmuseum in Monaco. Es handelt sich um eine von Fürst Rainier III. von Monaco (1923–2005) aufgebaute Privatsammlung und umfasst aktuell über 100 Fahrzeuge.

## Geschichte
Die Sammlung wurde seit den 1950er Jahren von Rainier III. als Privatkollektion aufgebaut. Über die Jahre wuchs der Bestand an Fahrzeugen an, sodass sie ab 1993 der Öffentlichkeit zugänglich gemacht wurde. Nach dem Tod von Rainier III. wurde die Kollektion durch dessen Nachfolger, Fürst Albert II. fortgeführt und enthält heute über 100 Fahrzeuge aus rund 120 Jahren, von denen abwechselnd ungefähr 70 Exemplare auf der 3500 m² großen Ausstellungsfläche gezeigt werden.

## Ausstellung

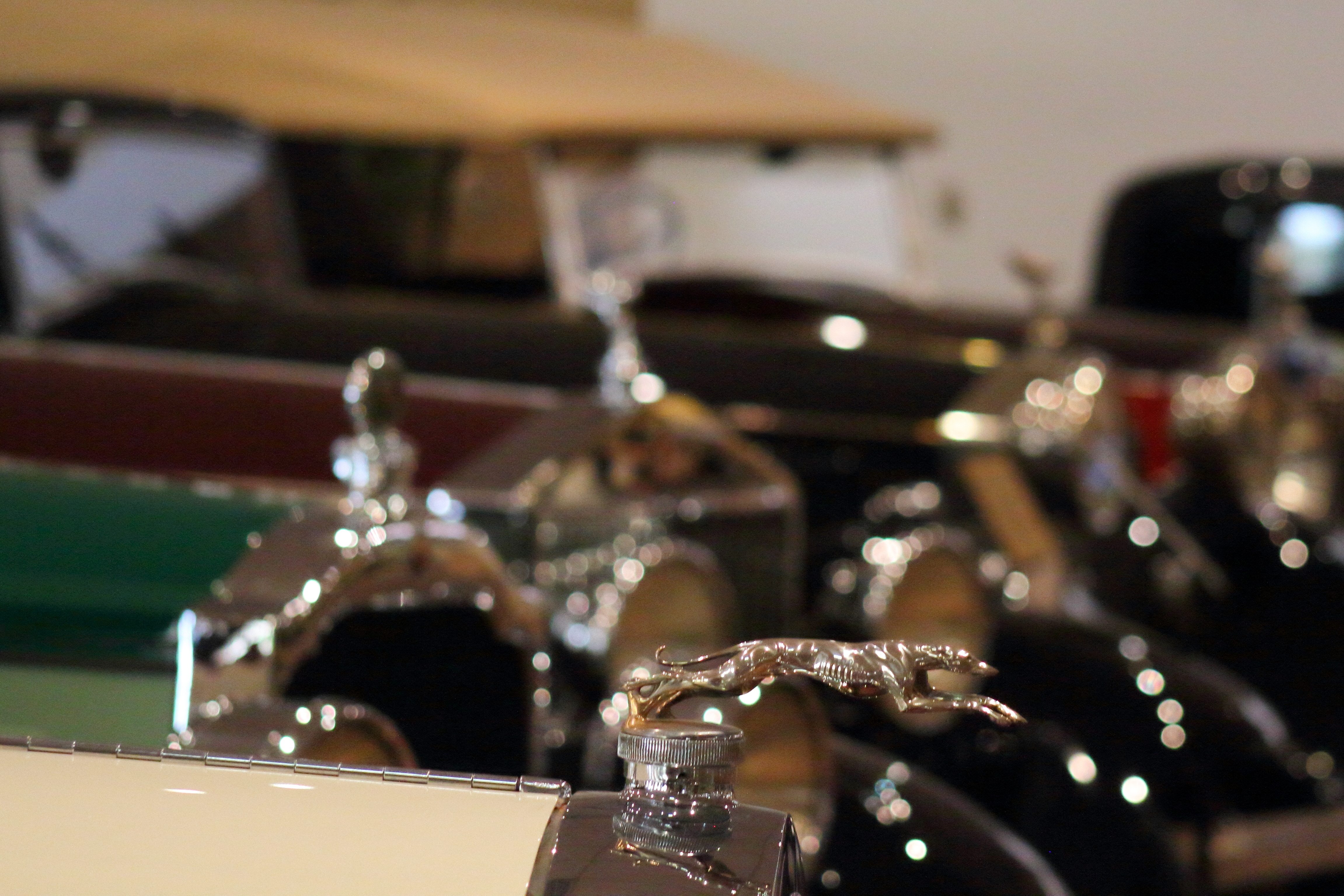
Fahrzeuge der Sammlung

Die Ausstellung besteht aus alten sowie modernen Fahrzeugen unterschiedlicher Hersteller. Bei einem Teil der Sammlung handelt es sich um Rennwagen, darunter einige Fahrzeuge der Formel 1.
Zu den erwähnenswerten Exponaten gehören:
- Ein Humber-2-Motorrad (Baujahr 1902) aus dem Nachlass von Fürst Albert I.
- Ein De Dion-Bouton Type R (Baujahr 1903)
- Ein Renault Type CB (Baujahr 1911)
- Ein Renault Type AX (Baujahr 1911)
- Ein Humber 12/20 hp (Baujahr 1911)
- Ein Super-Levêque-Cyclecar (Baujahr 1911)
- Ein Unic C9 (Baujahr 1916)
- Eines von insgesamt 30 Leyat Helicar (Baujahr 1921)
- Ein Hispano-Suiza H 6B (Baujahr 1928)
- Ein Rolls-Royce Silver Cloud I (Baujahr 1956), der als Hochzeitswagen von Rainier III. und Grace Kelly diente.
- Ein zum Landaulet umgebauter Lexus LS 600h (Baujahr 2011), der als Hochzeitswagen von Albert II. und Prinzessin Charlène diente.

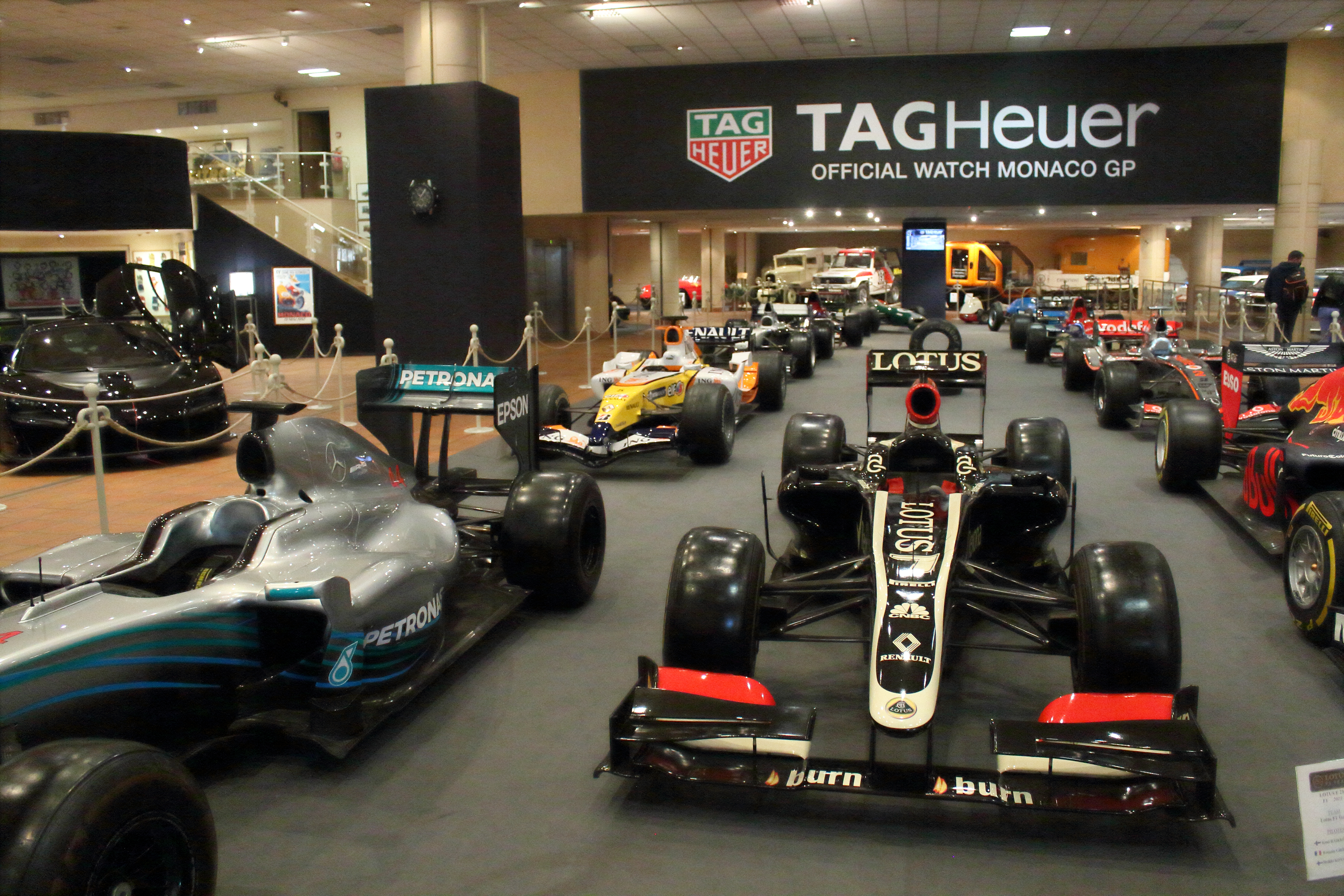
Rennwagen der Sammlung

Zu den Rennwagen der Formel 1 in der Sammlung gehören neben anderen:
- Ein Ferrari 640 (Saison 1989)
- Ein Jordan 193 (Saison 1993)
- Ein McLaren MP4-19 (Saison 2004)
- Ein McLaren MP4-22 (Saison 2007)
- Ein Renault R28 (Saison 2008)
- Ein Mercedes F1 W04 (Saison 2013)
- Ein Lotus E21 (Saison 2013)

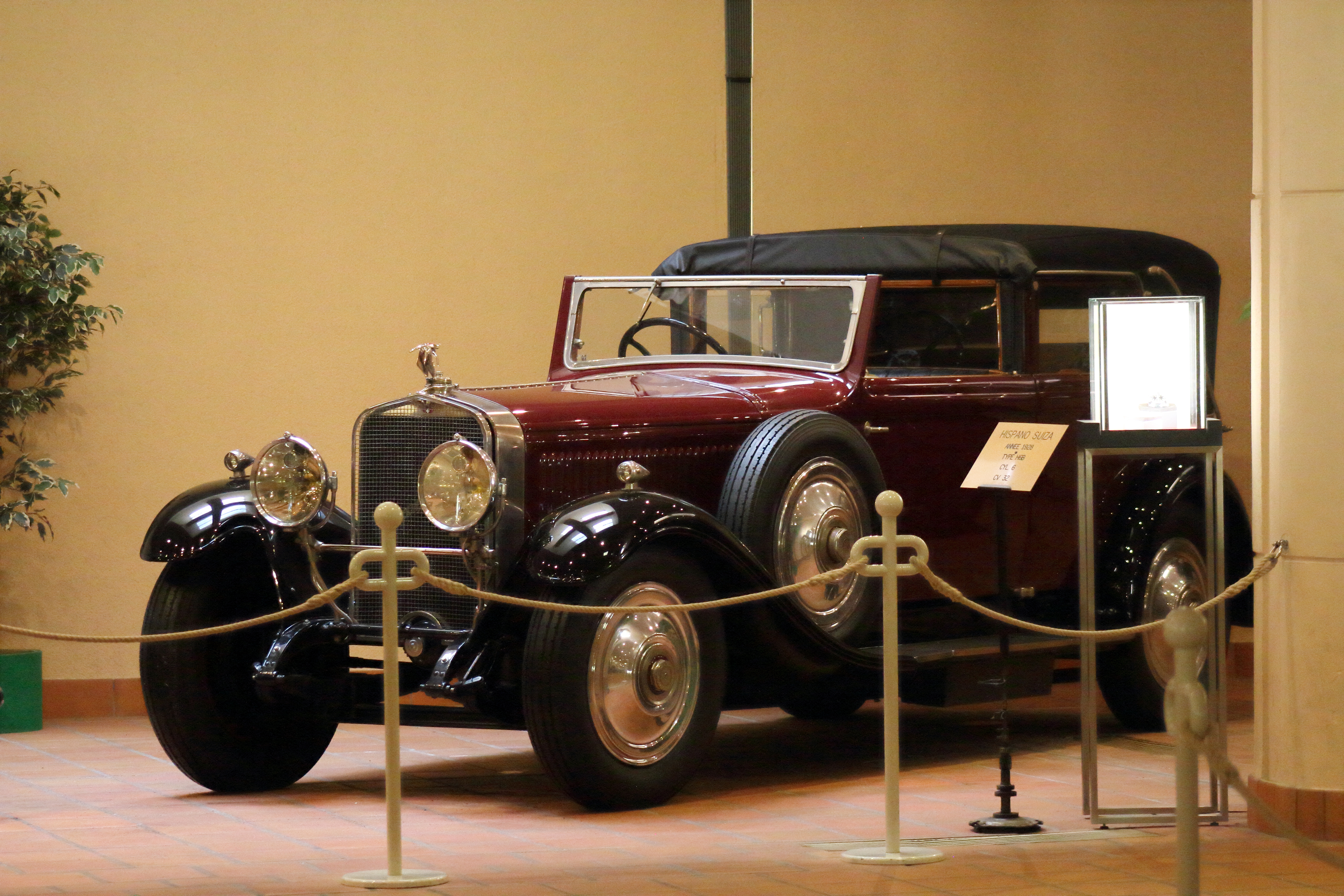
Hispano-Suiza H 6B
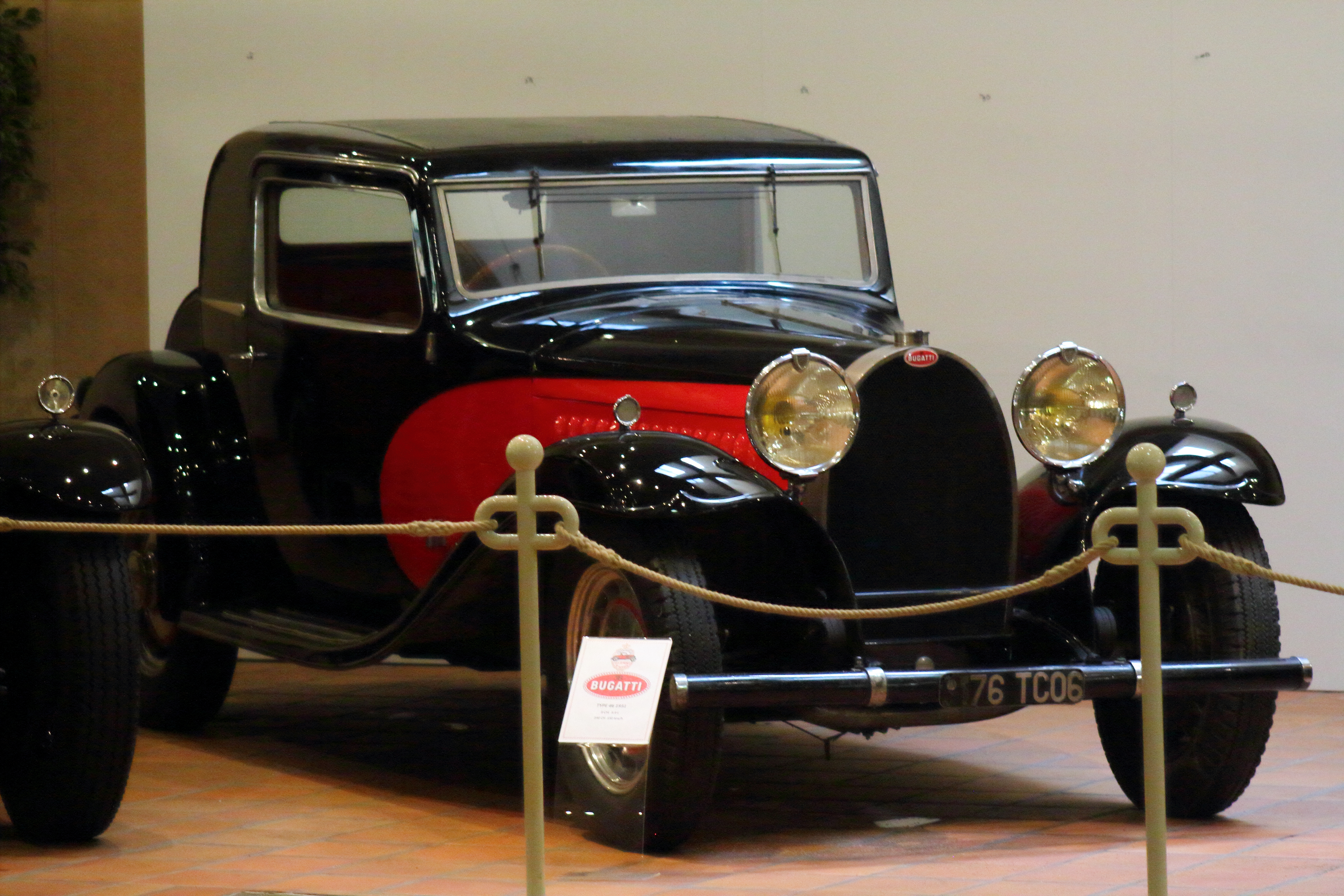
Bugatti Type 46
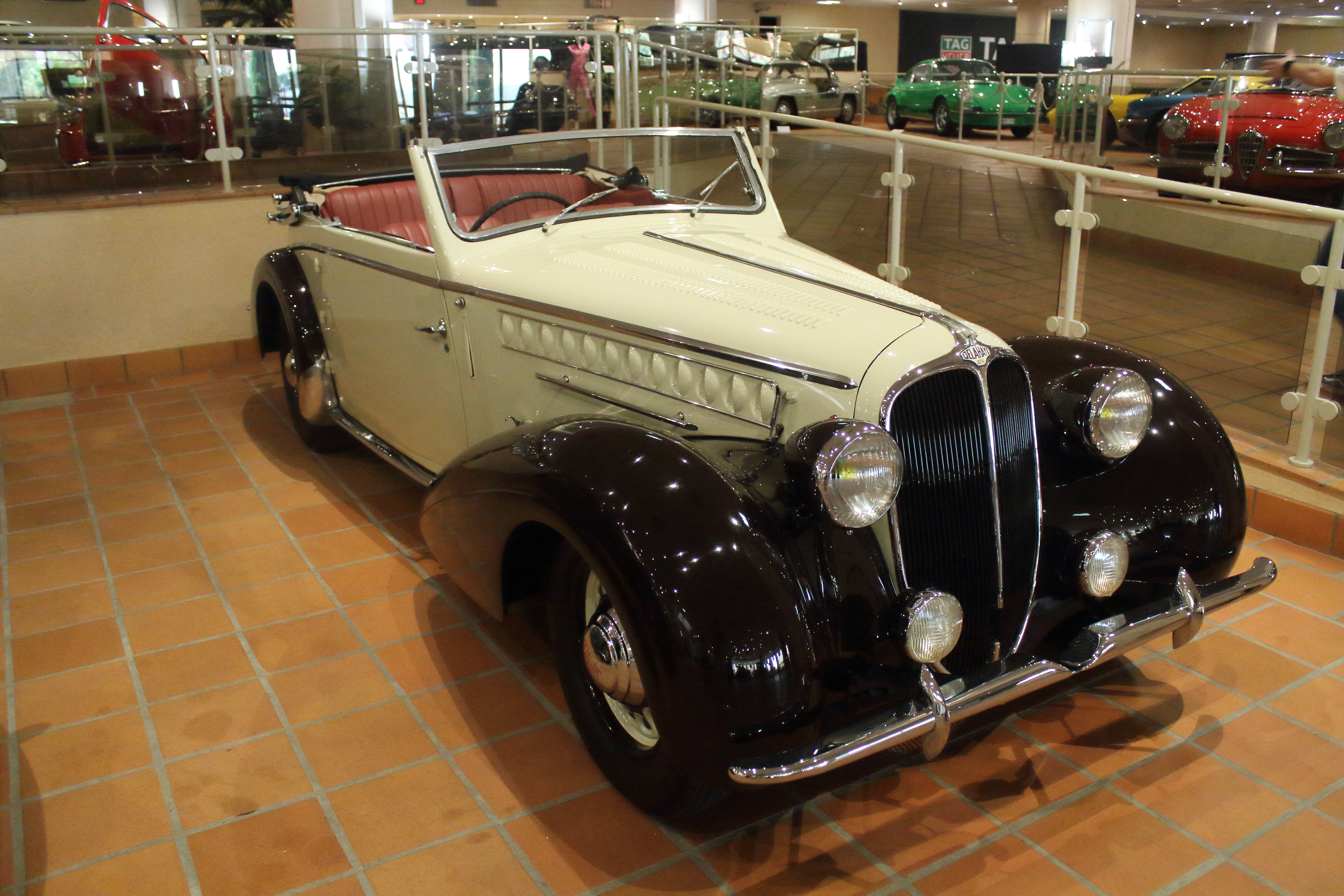
Delahaye 135 MS
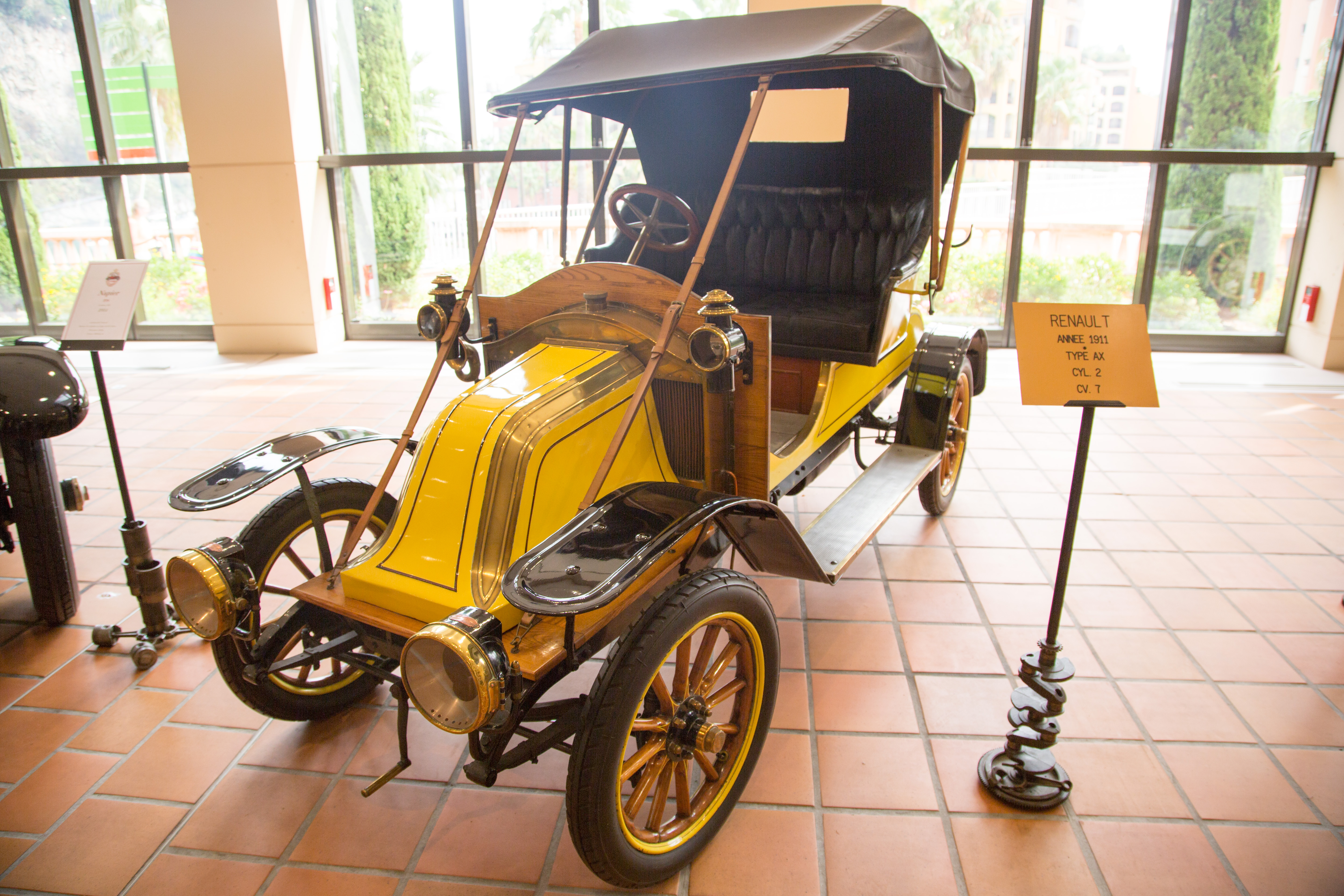
Renault Type AX
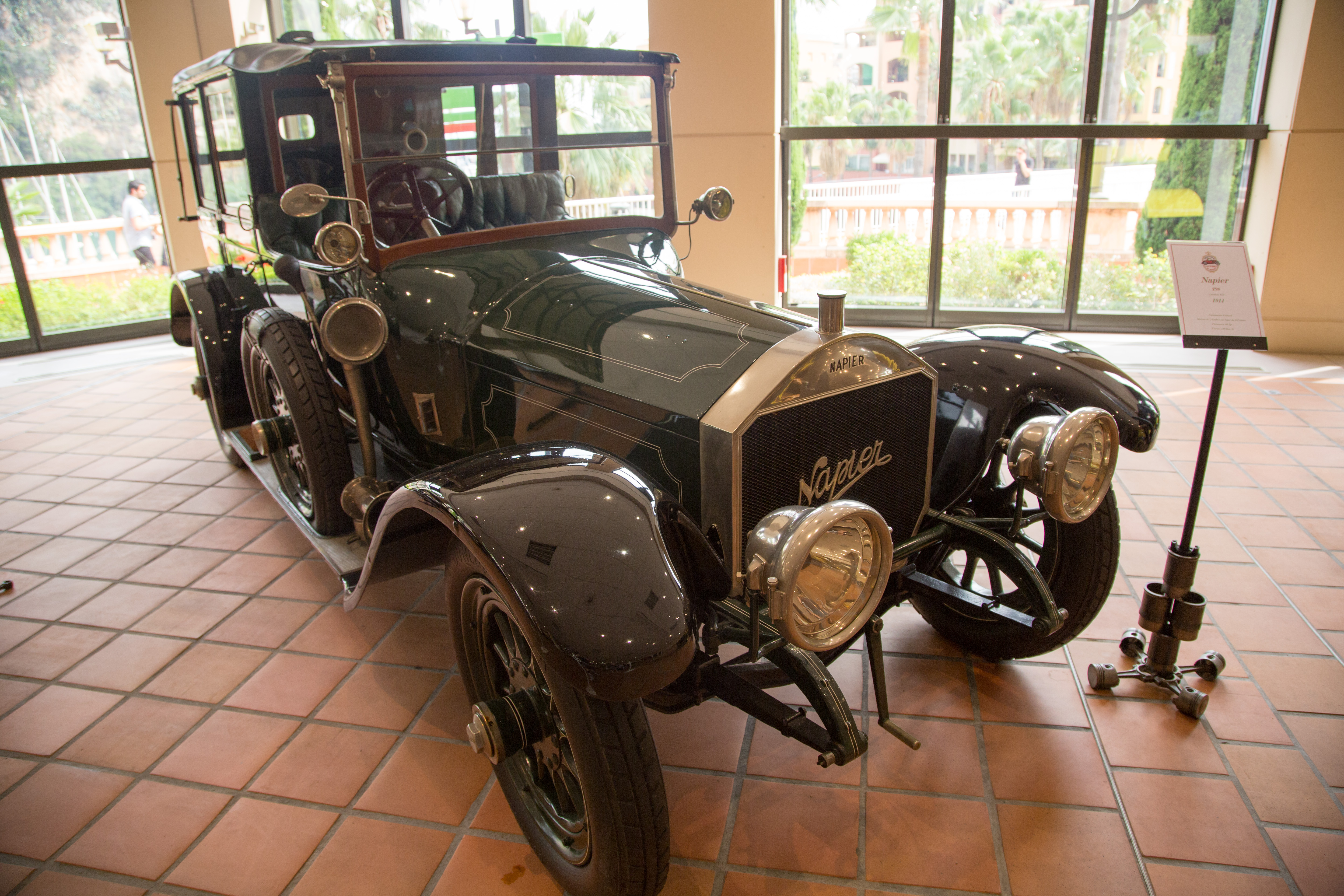
Napier T78
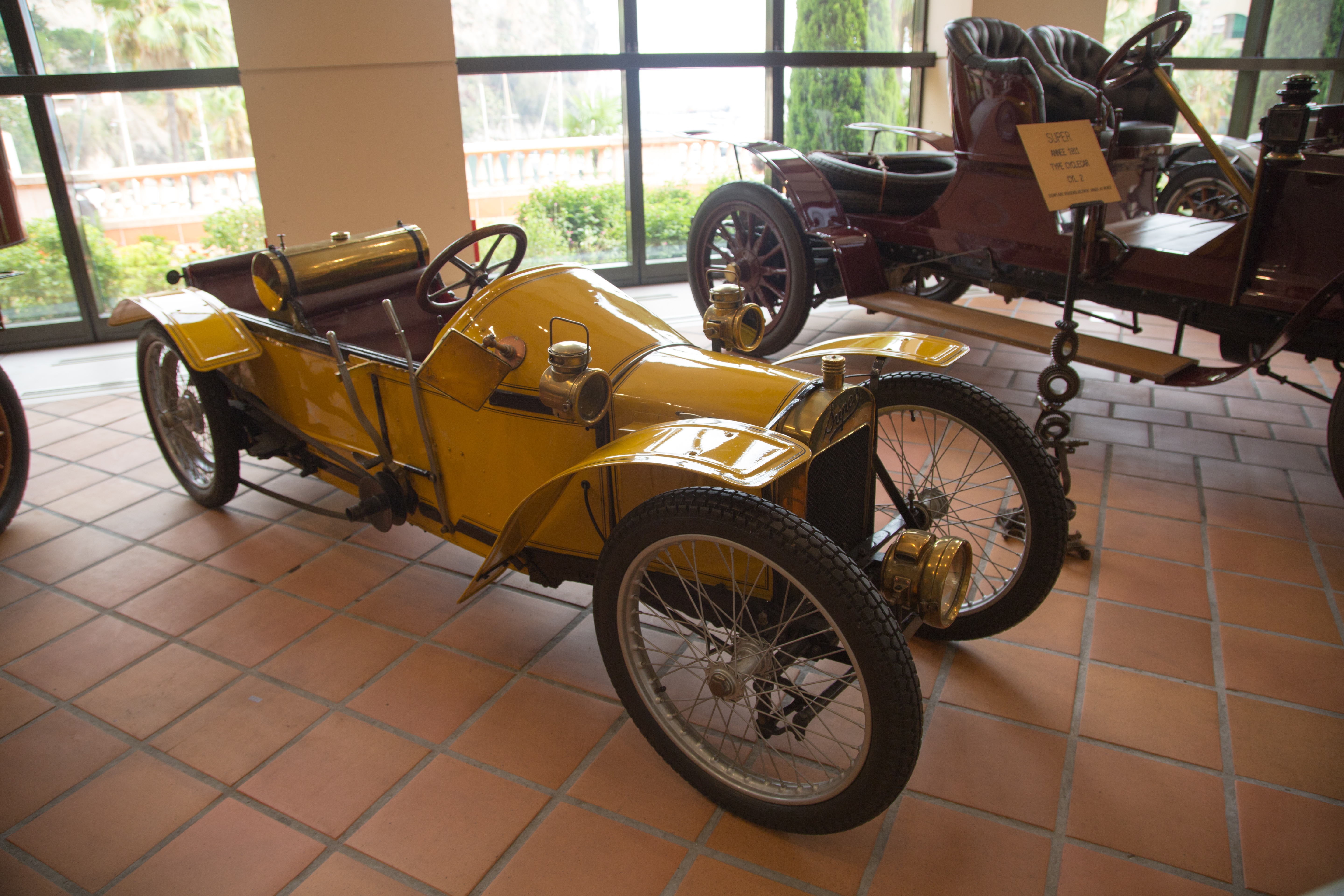
Super-Levêque-Cyclecar